# Régine Crespin
Régine Crespin (Marselha, 23 de fevereiro de 1927 — 5 de julho de 2007) foi uma soprano francesa, que fez sucesso entre 1950 e 1989. Começou sua carreira cantando papéis de soprano dramática e soprano spinto, sendo aclamada, particularmente, cantando Strauss e Wagner. Mas também cantou obras do repertório italiano, francês, russo e inglês. No começo da década de 1970 ela começou a apresentar dificuldades vocais, começando a cantar papéis de mezzo-sopranos.
Régine Crespin começou sua carreira na França, tornando-se membro da Ópera Nacional de Paris na metade da década de 1950. Sua carreira internacional começou em 1958 com uma aclamação da performance em Parsifal de Richard Wagner no Festival de Bayreuth. Após isso apareceu nas maiores casas de óperas dos Estados Unidos e da Europa. Fez 125 aparições no Metropolitan Opera entre 1962 até 1987.

## Biografia
Crespin nasceu em Marseille em 1927. Ela mudou-se para Nimes com sua família quando tinha cinco anos de idade. Ela, inicialmente, ganhou um prêmio em uma competição quando tinha 19 anos de idade, em 1956, e se mudou para Paris para estudar no Conservatório de Paris. Ela conseguiu um contrato com a Ópera Nacional de Paris.
Sua primeira performance foi em 1949 com Charlotte em Werther (Massenet). Em 1950, foi engajada com a Ópera Nacional du Rhin, onde interpretou Elsa em Lohengrin de Richard Wagner em Mulhouse. Ela ser sua estreia na Ópera Nacional de Paris aconteceu em 1951. No dia 27 de Junho de 1951 ela fez sua estreia na Ópera-Comique cantando Tosca de Puccini, posteriormente Santuzza em Cavalleria Rusticana.
Crespin decidiu deixar Paris em 1952 e tentar a sorte em casas de óperas em províncias da França. Ela encontrou sua primeira crítica bem sucedida com o papel de Marchallin em Der Reosenkavalier de Richard Strauss e Tosca cantados na França. E 1955 ela retornou para a Ópera de Paris como Reiza em Oberon de Carl Maria von Weber. Crespin também fez sucesso com performances de Desdemona de Otello (Verdi), Amelia de Un Ballo in Maschera (Verdi), Brunehild em Sigurd e na estreia francesa de Dialogues des Carmélite, entre outras.
A carreira internacional de Crespin começou graças a Wieland Wagner que a convidou para interpretar Kundry em Parsifal de Wagner no Festival de Bayreuth em 1958. Para aprender o papel em alemão, ela foi ajudada por Lou Bruder. Retornou para o festival em 1961 como Sieglinde em Die Walküre de Wagner e Götterdämmerung de Wagner.
Sua primeira performance na Ópera Estatal de Viena ocorreu em 1959 cansando Sieglinde de Die Walküre e Maschallin de Der Rosenkavalier. Cantou no Festival de Glyndebourne e no Royal Opera House em 1960 - retornou para o Royal Opera HOuse muitas vezes -. Sua estreia na Ópera Alemã de Berlim aconteceu em 1961. Sua estreia nos Estados Unidos aconteceu como Tosca de Puccini na Ópera Lírica de Chicago em 1962 com Tito Gobbi. Ela retornou muitas vezes a Chicago em Fidelio de Beethoven (1963), Tannhäuser de Wagner (1963) e Ariadne auf Naxos de Strauss (1964).
Em 1962  foi trabalhar no Metropolitan Opera. Sua primeira performance na casa aconteceu dia 19 de Novembro de 1962 cantando Marschallin com Otto Edelmann, Anneliese Rothenberger e Lorin Maazel como maestro. Outras óperas em que participou no Met foram Carmen, Werther, Les Contes d'Hoffmann, Cavalleria Rusticana, Der Fliegende Holländer, Tosca, entre outras. Ao todo, apareceu em 129 performances no Met, com grandes cantores como Lucine Amara, Gabriel Bacquier, Kathleen Battle, Carlo Bergonzi, Walter Cassel, Franco Corelli, Nicolai Gedda, Enrico Di Giuseppe, Plácido Domingo, Reri Grist, Alfredo Kraus, Evelyn Lear, William Lewis, George London, Christa Ludwig, Cornell MacNeil, James McCracken, Sherrill Milnes, Birgit Nilsson, Jessye Norman, Nell Rankin, Leonie Rysanek, Jeanette Scovotti, Shirley Verrett e Jon Vickers.
Depois de ter se retirado dos palcos, em 1989, Crespin foi trabalhar no Conservatório de Paris, onde ficou até 1995. Foi também apontada como membro da Legião da Honra em 1972 sendo promovida a Comandante em 1994